# Prix Ozone
Der Prix Ozone ist ein französischer Literaturpreis, der von 1997 bis 2000 von den Lesern des Magazins Ozone für Werke aus den Bereichen der Science-Fiction, Fantasy und Phantastik verliehen wurde. Auch nachdem die Zeitschrift ihren Titel in Science-Fiction Magazine geändert hatte, blieb der Name des Preises bestehen.

## Liste der Preisträger
Französischer SF-Roman (Roman de Science-Fiction francophone)
- 2000 Roland C. Wagner für Toons
- 1999 Serge Lehman für Aucune étoile aussi lointaine
- 1998 Roland C. Wagner für L’Odyssée de l’espèce
- 1997 Serge Lehman für F.A.U.S.T.

Fremdsprachiger SF-Roman (Roman de Science-Fiction étranger)
- 2000 Connie Willis für Sans parler du chien (Originaltitel: To Say Nothing of the Dog)
- 1999 Dan Simmons für L’Éveil d’Endymion - 1 (Originaltitel: The Rise of Endymion)
- 1998 Kim Stanley Robinson für Mars la bleue (Originaltitel: Blue Mars)
- 1997 Neal Stephenson für Le Samouraï virtuel (Originaltitel: Snow Crash)

Französischer Fantasy-Roman (Roman de fantasy francophone)
- 2000 Jean-Louis Fetjaine für L’Heure des elfes
- 1999 Fabrice Colin für Vestiges d’Arcadia
- 1998 Ayerdhal für Parleur ou les chroniques d’un rêve enclavé
- 1997 Pierre Grimbert für Six héritiers

Fremdsprachiger Fantasy-Roman (Roman de fantasy étranger)
- 2000 David Gemmell für Le Lion de Macédoine (Originaltitel: Lion of Macedon)
- 1999 Terry Pratchett für Le Faucheur (Originaltitel: Reaper Man)
- 1998 Terry Pratchett für Au guet ! (Originaltitel: Guards! Guards!)
- 1997 Robert Jordan für La Roue du temps (Originaltitel: The Eye of the World)

Französischer phantastischer Roman (Roman fantastique francophone)
- 2000 Bernard Werber für L’Empire des anges
- 1999 Anne Duguël für Entre chien et louve
- 1998 Jeanne Faivre d’Arcier für La Déesse écarlate
- 1997 Anne Duguël für Petite chanson dans la pénombre

Fremdsprachiger phantastischer Roman (Roman fantastique étranger)
- 2000 Clive Barker für Galilée 1 (Originaltitel: Galilee)
- 1999 Kim Newman für Anno Dracula
- 1998 Christopher Fowler für L’Illusionniste (Originaltitel: Spanky)
- 1997 Stephen King für Désolation (Originaltitel: Desperation)

Jugendbuch (Roman pour la jeunesse)
- 1997 Jean-Marc Ligny für Slum City

Jugend-SF-Roman (Roman de Science-Fiction pour la jeunesse)
- 2000 J. K. Rowling für Harry Potter et la coupe de feu
- 1999 Dany Jeury und Michel Jeury für Le Chat venu du futur
- 1998 Christophe Lambert für La Nuit des mutants

Preis für den besten nicht übersetzten englischsprachigen Roman (Prix SFVO du meilleur roman anglophone non traduit)
- 2000 China Miéville für Perdido Street Station
- 1999 Stephen King für Sac d’os (Originaltitel: Bag of Bones)
- 1998 Stephen King für Magie et cristal (Originaltitel: Wizard and Glass)
- 1997 Stephen Baxter für Voyage

Französische Erzählung (Nouvelle française)
- 2000 Pascal Françaix für Minuit : Somnanbulismes
- 1999 Fabrice Colin für Naufrage mode d’emploi

Fremdsprachige Erzählung (Nouvelle étrangère)
- 2000 Mike Resnick für Comment j’ai écrit le Nouveau Testament, inauguré la Renaissance et fait un birdy au 17ème trou à Pebble Beach (Originaltitel: How I Wrote the New Testament, Ushered in the Renaissance, and Birdied the 17th Hole at Pebble Beach)
- 1999 Mike Resnick für Sept vues de la gorge d’Olduvaï (Originaltitel: Seven Views of Olduvai Gorge)
- 1998 Nancy Kress für Danse aérienne (Originaltitel: Dancing on Air)

Französische SF-Erzählung (Nouvelle de Science-Fiction francophone)
- 1998 Serge Lehman für L’Inversion de Polyphème
- 1997 Serge Lehman für Nulle part à Liverion

Fremdsprachige SF-Erzählung (Nouvelle de Science-Fiction étrangère)
- 1997 Iain M. Banks für Un cadeau de la Culture

Französische phantastische Erzählung (Nouvelle de fantastique francophone)
- 1997 Jean-Claude Dunyach für Ce que savent les morts

Fremdsprachige phantastische Erzählung (Nouvelle de fantastique étrangère)
- 1997 Charles de Lint für Comme un disque rayé (Originaltitel: Timeskip)

Anthologie
- 1998 Jacques Goimard und Roland Stragliati für La Grande anthologie du fantastique 3

Künstler/Illustrator (Artiste / Illustrateur)
- 2000 Manchu (Illustrator)
- 1999 Philippe Caza
- 1998 Philippe Jozelon
- 1997 Philippe Caza

Künstler/Umschlagbild (Artiste de couverture)
- 1997 Josh Kirby

Zeitschrift (Magazine professionnel)
- 1998 Bifrost
- 1997 Galaxies

Film
- 2000 Tim Burton für Sleepy Hollow
- 1999 Andrew Niccol für Bienvenue à Gattaca
- 1998 Jean-Pierre Jeunet für Alien 4
- 1997 Terry Gilliam für L’armée des douze singes

Fernsehserie (Série TV)
- 2000 Stargate SG-1

Comic (Bande dessinée)
- 2000 Juan Díaz Canales und Juanjo Guarnido für Blacksad, Band 1
- 1999 Serge Le Tendre, Régis Loisel und Dominique Legeard für L’Ami Javin (La quête de l’oiseau du temps 5)
- 1997 Régis Loisel für Mains Rouges (Peter Pan 4)

Französischsprachiger Comic (Bande dessinée francophone)
- 1998 François Bourgeon für Six saisons sur Ilo (Cyann 2)

Fanzine (Fanzine / Publication amateure)
- 1998 Yellow Submarine
- 1997 Yellow Submarine

Spezialpreis (Prix spécial)
- 2000 Bruno della Chiesa und sein Team für das Festival Utopia 2000
- 1999 Videospiel Heart of Darkness (Infogrames)
- 1998 Sendung Cyberflash auf Canal+
- 1997 Verlag Mnémos